# Crocidura viaria
Crocidura viaria är en däggdjursart som först beskrevs av I. Geoffroy Saint-Hilaire 1834.  Crocidura viaria ingår i släktet Crocidura och familjen näbbmöss. IUCN kategoriserar arten globalt som livskraftig. Inga underarter finns listade i Catalogue of Life.
Denna näbbmus förekommer i det stora savannbältet väster och söder om Sahara från Marocko över Senegal och Guinea till Etiopien, Kenya och Tanzania. Arten hittas även i landskap som är en mosaik av gräsmarker och trädgrupper.